# Toni Schmid
Toni Schmid (München, 1909 - Grosse Wiesbachhorn, 16 mei 1932) was een Duitse bergbeklimmer. Schmid was samen met zijn broer Frans Xaver Schmid (1905-1992) de eerste die de Matterhorn-noordwand beklom; een prestatie waarvoor het IOC hun de Olympische medaille gaf. Toni was toen al omgekomen op de noordwestwand van de Großes Wiesbachhorn, een 3564 meter hoge berg in de Glockner-groep in Oostenrijk.
Miraculeus genoeg overleefde Toni's klimpartner Ernst Krebs de enorme val.